# 99读书人
上海九久读书人文化实业有限公司（简称99读书人），是一家中国大陆的图书发行公司。

## 概况
- 成立于2004年，发起投资者包括人民文学出版社、新华书店总店、中国对外文化集团公司等[2]。

- 2008年引进《交响情人梦》电视版小说，开始涉足日本轻小说代理；2010年开始出版的《文学少女》系列则是其代理的第一部系列轻小说。

- 2010年引进《交响情人梦》漫画版[3]，开始代理日本流行漫画。

- 合作出版社包括人民文学出版社、上海文艺出版社等。

- 另开设有网络书店“99网上书城”。

2016年1月，人民文学出版社在中国出版集团的支持下，斥资并购了上海九久读书人文化实业有限公司。同年12月，引入J·K·罗琳新作《罪恶生涯》。

## 出版品

### 轻小说
- 《交响情人梦》（高里椎奈著，二之宫知子漫画，卫藤凛（日语：衛藤凛）脚本）
- 《文学少女》（野村美月著，竹冈美穗绘）
- 《对某飞行员的追忆》（犬村小六著，森泽晴行绘）
- 《献给某飞行员的恋歌》（犬村小六著，森泽晴行绘）
- 《化物语》（西尾维新著，VOFAN绘）
- 《伤物语》（西尾维新著，VOFAN绘）
- 《伪物语》（西尾维新著，VOFAN绘）
- 《猫物语》（西尾维新著，VOFAN绘）
- 《倾物语》（西尾维新著，VOFAN绘）
- 《献给某飞行员的夜想曲》（犬村小六著，森泽晴行绘）
- 《时间商人系列》（水市惠著，KAZUAKI（日语：カズアキ）绘）
- 《空之境界》（奈須蘑菇著，武内崇绘）
- 《Fate/Zero 命运零点》（虛淵玄著，武内崇绘）
- 《欢迎来到实力至上主义的教室》（衣笠彰梧著，知世俊作绘）
- 《亚尔斯兰战记》（田中芳樹著，山田章博绘）
- 《继母的女儿是我的前女友》（纸城境介著，TakayaKi绘）

### 漫画
- 《交响情人梦》（二之宫知子著）
- 《火凤燎原》（陈某著）
- 《编舟记》（三浦紫苑原作，云田晴子绘）

### 黑猫文库
99读书人旗下子品牌，以日系书籍与中文原创为主。

#### 推理·悬疑小说
- 《无人机侦探》（早坂吝著）
- 《扮演者游戏》（赵婧怡著）
- 《写字楼的奇想日志》（孙沁文著）
- 《春日之书》（陆烨华著）
- 《密室小丑》（时晨著）
- 《溯洄》（青稞著）

- 《小说之神》（相泽沙呼著）
- 《小说之神 读你的故事 上》（相泽沙呼著）
- 《小说之神 读你的故事 下》（相泽沙呼著）
- 《品脱猫 : 密室》（鸡丁、张淳、阿元、时晨、罗夏著）
- 《无尽长河的尽头》（小松左京著）

- 《心灵侦探城塚翡翠》（相泽沙呼著，罗亚星 译[6]）
- 《放学后的小巷》（钟声礼著）
- 《沉默的永和轮》（梁清散著）
- 《名侦探原田亘》（白井智之著）
- 《希望你是人类》（雷钧著）
- 《城塚翡翠倒叙集》（相泽沙呼著）

#### 漫画
- 《四月是你的谎言》（新川直司著）

#### 画集
- 《东京幻想作品集》（东京幻想著）

等

## 相关项目
- 中国大陆代理轻小说列表